# Tiszacsermely
Tiszacsermely ist eine ungarische Gemeinde im Kreis Cigánd im Komitat Borsod-Abaúj-Zemplén.

## Geografische Lage
Tiszacsermely liegt in Nordungarn, 76 Kilometer nordöstlich des Komitatssitzes Miskolc und 7 Kilometer südwestlich der Kreisstadt Cigánd, am rechten Ufer der Theiß. Nachbargemeinden sind Tiszakarád, Karcsa sowie am gegenüberliegenden Ufer Tiszatelek.

## Sehenswürdigkeiten
- Reformierte Kirche, erbaut 1936, mit hölzernem separatem Glockenturm
- Römisch-katholische Kirche Szent István király